# Напаскиак (Аляска)
Напаскиак или Напейскак (англ. Napaskiak, центр. юпик Napaskiaq) — город в зоне переписи населения Бетел, штат Аляска, США. Население по данным переписи 2010 года составляет 405 человек.

## География
Площадь города составляет 9,9 км², из них 9,0 км² — суша и 0,9 км² — открытые водные пространства.

## История
Город был инкорпорирован 27 октября 1971 года.

## Население
По данным переписи 2000 года, население города составляло 390 человек. Расовый состав: коренные американцы — 97,44 %; белые — 1,54 %; азиаты — 0,26 % и представители двух и более рас — 0,77 %.
Из 82 домашних хозяйств в 56,1 % — воспитывали детей в возрасте до 18 лет, 59,8 % представляли собой совместно проживающие супружеские пары, в 18,3 % семей женщины проживали без мужей, 14,6 % не имели семьи. 13,4 % от общего числа домохозяйств на момент переписи жили самостоятельно, при этом 8,5 % составили одинокие пожилые люди в возрасте 65 лет и старше. В среднем домашнее хозяйство ведут 4,76 человек, а средний размер семьи — 5,24 человек.
Доля лиц в возрасте младше 18 лет — 43,6 %; лиц в возрасте от 18 до 24 лет — 10,3 %; от 25 до 44 лет — 27,7 %; от 45 до 64 лет — 11,8 % и лиц старше 65 лет — 6,7 %. Средний возраст населения — 22 года. На каждые 100 женщин приходится 104,2 мужчин; на каждые 100 женщин в возрасте старше 18 лет — 96,4 мужчин.
Средний доход на совместное хозяйство — $31 806; средний доход на семью — $32 083. Средний доход на душу населения — $8162. Около 16,9 % семей и 20,2 % населения живут за чертой бедности, включая 20,1 % лиц в возрасте младше 18 лет и 20,0 % лиц старше 65 лет.
Динамика численности населения города по годам:
| 1940 | 1950 | 1960 | 1970 | 1980 | 1990 | 2000 | 2010 |
| ---- | ---- | ---- | ---- | ---- | ---- | ---- | ---- |
| 67   | 121  | 154  | 259  | 244  | 328  | 390  | 405  |